# Championnat d'Europe masculin de basket-ball 2015
Navigation
Édition précédente Édition suivante
La 39e édition du championnat d’Europe de basket-ball (également appelé EuroBasket 2015) est une compétition de basket-ball organisée par la FIBA Europe qui devait initialement se dérouler en Ukraine en 2015.
Elle se déroule du 5 au 20 septembre 2015 en France avec les délocalisations en Croatie, Allemagne et Lettonie de trois des quatre poules du premier tour. La phase à élimination directe, à partir des huitièmes de finale, se déroule au Stade Pierre-Mauroy de Villeneuve-d'Ascq (Lille Métropole). 
L'Espagne remporte la compétition pour la troisième fois après 2009 et 2011 en battant la Lituanie en finale 80 à 63. Ces deux équipes se qualifient directement pour le tournoi olympique des Jeux de 2016 de Rio de Janeiro. L'équipe de France, éliminée en demi-finale 80-75 après prolongation par l'Espagne, termine la troisième place en battant la Serbie 81 à 68. France, Serbie, ainsi que Grèce, Italie et  République tchèque, classées de la 3e à la 7e place, gagnent le droit de participer aux tournois mondiaux de qualification olympique qui auront lieu en juillet 2016.  
L'Espagnol Pau Gasol est désigné MVP (meilleur joueur) de cet Euro dont il est également le meilleur marqueur avec une moyenne de 25,6 points par rencontre.
Plusieurs records d'affluence et d'audience sont établis lors de cette édition, notamment : lors de la finale Espagne - Lituanie, 27 372 spectateurs sont rassemblés au Stade Pierre-Mauroy ce qui correspond au record européen d’affluence pour un match de basket-ball.

## Préparation de l'événement

### Villes hôtes

#### Première attribution à l'Ukraine

Logo d'origine de l'EuroBasket 2015.

Le 18 décembre 2011, l'Ukraine est déclarée hôte de l'EuroBasket 2015 après le retrait, une semaine auparavant, de la candidature conjointe de la France, de la Croatie, de l'Allemagne et de l'Italie, qui émettaient des « doutes sur le professionnalisme et un manque de confiance dans le processus d'attribution [de l'EuroBasket] par la FIBA Europe ».
Les villes proposées par l'Ukraine pour l'organisation du championnat sont Kharkov, Donetsk, Dnipropetrovsk et Kiev pour le premier tour, Odessa et Lviv pour le deuxième tour et de nouveau la capitale Kiev pour la phase finale.

#### Réattribution à 4 co-organisateurs
Le 19 mars 2014, le directeur du comité d'organisation, Markiyan Lubkivsky, déclare que l'EuroBasket devrait être délocalisé dans un autre pays, en raison de la crise politique qui sévit en Ukraine. La FIBA Europe et la fédération ukrainienne (FBU) publient un communiqué niant le retrait de l'organisation à l'Ukraine, qualifiant les propos de Lubkivsky de « point de vue purement personnel ». La FBU garde la volonté de maintenir le tournoi en Ukraine, et la FIBA décide de statuer sur les événements affectant le pays lors de son congrès suivant, à Munich. La France, se déclare alors prête à accueillir le championnat d'Europe ou certaines rencontres « si besoin ».
La Fédération française de basket-ball, par l'intermédiaire de son président Jean-Pierre Siutat, se met au travail dans les mois suivants avec la ferme volonté de « récupérer l'Euro 2015 ». Elle se déclare un peu plus officiellement le 6 mai 2014, si l'Ukraine devait déclarer forfait. Mais, précise Siutat, « il s’agit d’une simple lettre d’intention, sans engagement au cas où l’Ukraine ne puisse pas organiser ».
Le 13 juin 2014, la FIBA Europe décide de lui retirer l'organisation de cet événement. Seize pays expriment leur intérêt pour accueillir la délocalisation de l’événement. La FIBA Europe demande aux fédérations nationales de se déclarer officiellement candidates comme hôte de tout ou partie du championnat d'Europe, avant le 31 juillet 2014. Le lendemain, la FIBA Europe présente les huit candidats officiels :
- Croatie
- Finlande
- France
- Allemagne
- Israël
- Lettonie
- Pologne
- Turquie

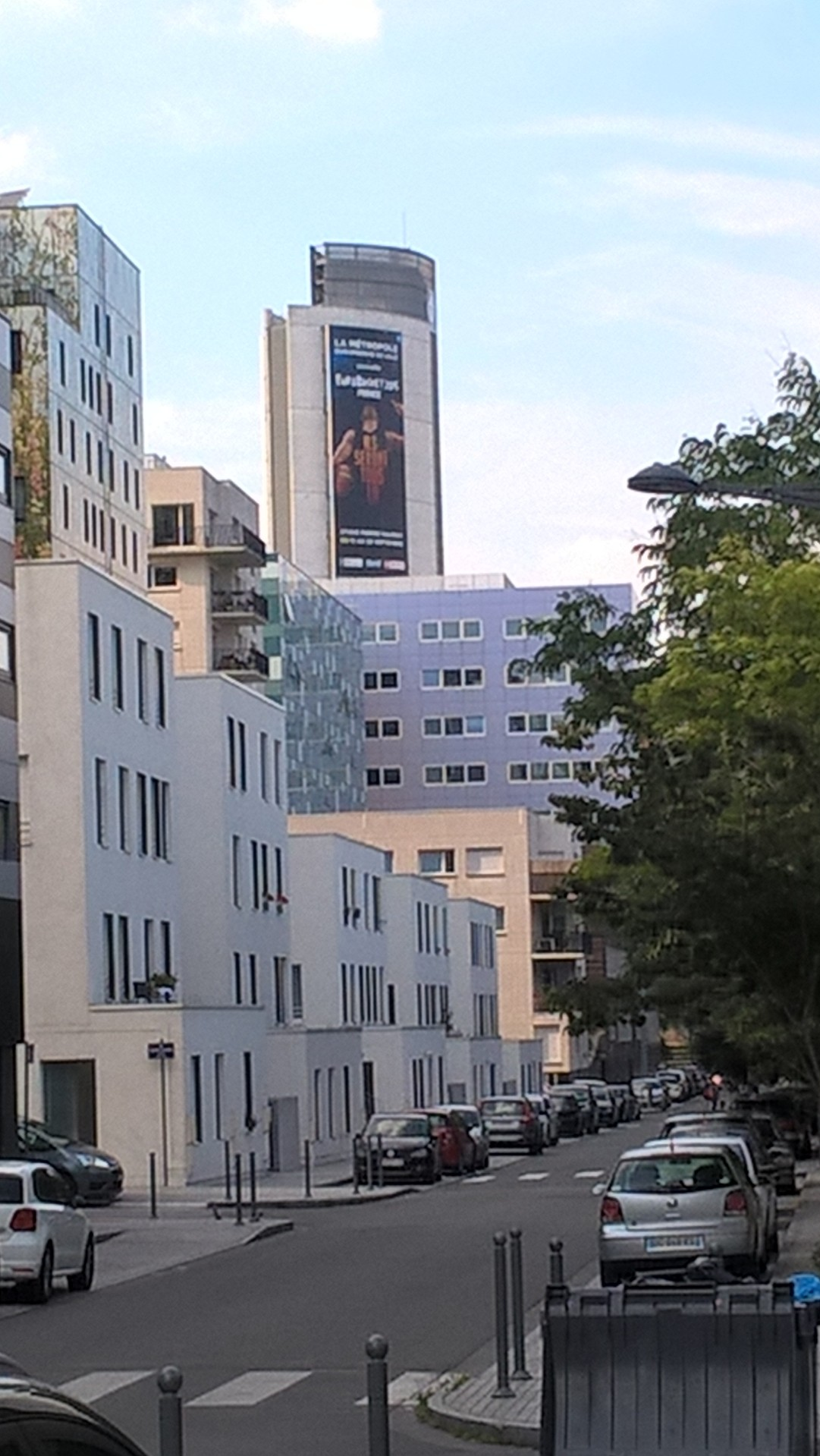
Publicité au sommet du Conseil régional du Nord-Pas-de-Calais.

Début août, Dragan Đilas, président de la fédération serbe de basket-ball, annonce que l'organisation d'un des groupes de l'EuroBasket serait trop coûteux pour son pays, mais que la France, avec son projet de loger la phase finale dans un grand stade de football, a de grandes chances d'être sélectionnée.
La Croatie, la France et la Pologne sont les seules fédérations candidates à l'organisation à la fois d'une poule du premier tour et de la phase finale. La Turquie quant à elle n'a postulé que pour accueillir la phase finale. Juste avant la réunion du comité directeur de la FIBA Europe, la Croatie, la Pologne et la Turquie retirent leur candidature sur la phase finale (mais la Croatie et la Pologne maintiennent leur position pour l'accueil d'un groupe préliminaire, avec l'Allemagne, Israël et la Lettonie).
Le 8 septembre 2014, la France, ainsi que la Croatie, l'Allemagne et la Lettonie, sont déclarées co-organisatrices du tournoi par la FIBA Europe. Chaque pays accueillera l'un des quatre groupes du premier tour (le groupe de la France se jouera au Park&Suites Arena de Montpellier, celui de l'Allemagne à Berlin, celui de la Croatie à Zagreb et celui de la Lettonie à Riga) tandis que la France organisera seule la phase finale. Ces derniers jours de la compétition doivent se dérouler dans le Stade Pierre-Mauroy de Villeneuve-d'Ascq, qui sera couvert et dans une configuration de 25 000 à 30 000 places déjà testée lors de la finale de la Coupe Davis 2014 et appelée à être réutilisée pour le Mondial masculin de handball 2017.
C'est la première fois que la compétition est attribué à plusieurs pays, contre un seul auparavant, formule repris dans les éditions suivantes.
| Lille (Villeneuve-d'Ascq) France                           | \| Berlin Zagreb Riga Montpellier Lille · (Villeneuve-d'Ascq) \| | Berlin Allemagne        |
| Stade Pierre-Mauroy                                        | \| Berlin Zagreb Riga Montpellier Lille · (Villeneuve-d'Ascq) \| | Mercedes-Benz Arena     |
| Capacité : 27 000                                          | \| Berlin Zagreb Riga Montpellier Lille · (Villeneuve-d'Ascq) \| | Capacité : 14 500       |
| Deuxième tour (Phase finale)                               | \| Berlin Zagreb Riga Montpellier Lille · (Villeneuve-d'Ascq) \| | Premier tour (Groupe B) |
|                                                            | \| Berlin Zagreb Riga Montpellier Lille · (Villeneuve-d'Ascq) \| |                         |
| Montpellier France                                         | Zagreb Croatie                                                   | Riga Lettonie           |
| Park&Suites Arena                                          | Arena Zagreb                                                     | Riga Arena              |
| Capacité : 10 700                                          | Capacité : 15 200                                                | Capacité : 12 500       |
| Premier tour (Groupe A)                                    | Premier tour (Groupe C)                                          | Premier tour (Groupe D) |
|                                                            |                                                                  |                         |
| Berlin Zagreb Riga Montpellier Lille · (Villeneuve-d'Ascq) |                                                                  |                         |

### Qualifications

Équipes qualifiées pour l'EuroBasket 2015.

Les 24 équipes qualifiées pour l'EuroBasket 2015 sont connues le 28 août 2014.
| Mode de qualification                                                                             | Date de qualification | Places | Nations qualifiées                                                 |
| ------------------------------------------------------------------------------------------------- | --------------------- | ------ | ------------------------------------------------------------------ |
| Hôte du championnat d'Europe 2015                                                                 | -                     | -      | -                                                                  |
| Équipe hôte de la coupe du monde 2014                                                             | 23 mai 2009           | 1      | Espagne                                                            |
| Qualification acquise au Championnat d'Europe 2013 (équipes participant à la Coupe du monde 2014) | 22 septembre 2013     | 6      | France Lituanie Croatie Slovénie Ukraine Serbie                    |
| Wild cards pour la Coupe du monde 2014                                                            | 1er février 2014      | 3      | Finlande Grèce Turquie                                             |
| Vainqueur du 1er tour de qualification                                                            | 1er septembre 2013    | 1      | Estonie                                                            |
| Vainqueurs des groupes du 2e tour de qualification                                                | 24 août 2014          | 7      | Bosnie-Herzégovine Israël Pologne Belgique Géorgie Lettonie Italie |
| Meilleurs 2e des groupes du 2e tour de qualification                                              | 27 août 2014          | 6      | Macédoine Russie Allemagne Islande République tchèque Pays-Bas     |

Parmi les 24 pays qualifiés, 21 ont participé à l'Euro 2013. L'Islande participe pour la première fois à cette compétition, tandis que les dernières apparitions de l'Estonie et des Pays-Bas remontent respectivement à 2001 et 1989. La France en est à sa trente-septième participation (non qualifiée en 1969 et 1975) juste devant l'Italie, avec trente-six apparitions.

### Chapeaux

#### Têtes de série
Avant le retrait de l'organisation de la compétition à l'Ukraine, les différents groupes de têtes de série rassemblant les 24 équipes étaient constitués de la façon suivante :
- les deux premiers chapeaux sont composés par les participants à la Coupe du monde 2014, selon leur classement lors de l'Eurobasket 2013 ;
- les équipes provenant du deuxième tour des qualifications, dans l'ordre des classements et selon la règle du point average pour les équipes ayant terminé aux mêmes positions ;
- l'équipe ayant remporté le premier tour des qualifications en dernière position.

| Têtes de série n°1                                               | Têtes de série n°2                                                    | Têtes de série n°3                                                             | Têtes de série n°4                                                        | Têtes de série n°5                                                                  | Têtes de série n°6                                                    |
| ---------------------------------------------------------------- | --------------------------------------------------------------------- | ------------------------------------------------------------------------------ | ------------------------------------------------------------------------- | ----------------------------------------------------------------------------------- | --------------------------------------------------------------------- |
| Espagne (1 / 2) Lituanie (2 / 4) France (3 / 5) Croatie (8 / 12) | Serbie (5 / 7) Slovénie (9 / 13) Finlande (13 / 35) Ukraine (17 / 40) | Turquie (6 / 8) Grèce (7 / 10) Lettonie (16 / 38) Bosnie-Herzégovine (24 / 58) | Macédoine (12 / 32) Italie (14 / 36) Pologne (18 / 42) Belgique (21 / 50) | Allemagne (10 / 18) Israël (15 / 38) République tchèque (19 / 49) Géorgie (23 / 54) | Russie (4 / 6) Pays-Bas (27 / 88) Islande (27 / 88) Estonie (27 / 88) |

Légende : entre parenthèses (classement FIBA zone Europe / classement FIBA mondial) de chaque équipe après la Coupe du monde 2014.

#### Tirage au sort final
En raison de la délocalisation de l’événement, comptant quatre pays co-organisateurs (France, Allemagne, Croatie et Lettonie), des aménagements ont été réalisés pour le tirage au sort :
- Chacune de ces quatre nations peut choisir un partenaire qui est automatiquement placé dans son groupe, ce sur des critères de partenariat économique et de marketing, et validés par la FIBA Europe[23]. Ces quatre fédérations partenaires ne peuvent rencontrer au premier tour une nation placée dans le même groupe de têtes de série. Ainsi :
  - la France choisit la Finlande, en raison du « grand nombre de supporters qui suivent en masse la sélection [et qui] étaient 8000 à la Coupe du Monde », d'après Jean-Pierre Siutat[24] ;
  - l'Allemagne sélectionne la Turquie ;
  - la Croatie est avec la Slovénie ;
  - la Lettonie est rejointe par l'Estonie.
- Les quatre co-organisateurs sont directement placés dans le pot 1. Cela affecte la composition des pots pour les autres équipes avec des têtes de série identiques :
  - puisque la Lettonie et l'Allemagne se trouvaient initialement respectivement parmi les têtes de série numéros 3 et 5, seulement trois équipes se retrouvent dans les pots 4 et 6 contenant les nations restantes de ces têtes de série, qui ne peuvent rencontrer ni la Lettonie ni l'Allemagne au premier tour ;
  - la Lituanie et l'Espagne se retrouvent dans le pot 2 et sont tirées en tant que têtes de série numéro 1 dans un groupe ne contenant ni la France ni la Croatie au premier tour.

| Pot 1 (organisateurs)                                             | Pot 2 (têtes de série n°1 restantes) | Pot 3 (têtes de série n°2)                       | Pot 4 (têtes de série n°3 restantes)     | Pot 5 (têtes de série n°4)        | Pot 6 (têtes de série n°5 restantes) | Pot 7 (têtes de série n°6)              |
| ----------------------------------------------------------------- | ------------------------------------ | ------------------------------------------------ | ---------------------------------------- | --------------------------------- | ------------------------------------ | --------------------------------------- |
| France (TDS 1) Croatie (TDS 1) Allemagne (TDS 5) Lettonie (TDS 3) | Espagne Lituanie                     | Serbie Slovénie (avec ) Finlande (avec ) Ukraine | Turquie (avec ) Grèce Bosnie-Herzégovine | Macédoine Italie Pologne Belgique | Israël République tchèque Géorgie    | Russie Pays-Bas Islande Estonie (avec ) |

Le tirage au sort des groupes a lieu le 8 décembre 2014 à Disneyland Paris.

### Les quatre groupes
Les 24 équipes sont réparties en quatre poules de six.
| Groupe A           | Groupe B  | Groupe C  | Groupe D           |
| ------------------ | --------- | --------- | ------------------ |
| France             | Allemagne | Croatie   | Lettonie           |
| Finlande           | Espagne   | Slovénie  | Lituanie           |
| Bosnie-Herzégovine | Serbie    | Grèce     | Ukraine            |
| Pologne            | Turquie   | Macédoine | Estonie            |
| Israël             | Italie    | Géorgie   | République tchèque |
| Russie             | Islande   | Pays-Bas  | Belgique           |

## Acteurs

### Suspension puis réintégration de la Russie
Fin juillet 2015, la FIBA Europe suspend la Russie, dont la direction élue en 2013 a été invalidée par la justice russe. Alors qu'une nouvelle équipe devait être élue le 25 août, peu avant le début du championnat d'Europe masculin, la FIBA décide le 9 août d'autoriser la Russie à participer à l'Euro, repoussant la mise en demeure d'une nouvelle organisation de sa fédération au 30 avril 2016.

### Effectifs des sélections
Sur les 24 équipes qualifiées pour cet Euro, seules 9 ne comptent aucun absent de marque : la Belgique, l'Estonie, la Finlande, la Géorgie, l'Islande, les Pays-Bas, la République tchèque, la Grèce et l'Italie présentent des effectifs au complet.

#### Naturalisations
Plusieurs joueurs américains reçoivent un passeport étranger pendant l'été pour participer à l'EuroBasket :
- Jamar Wilson ( Adelaide 36ers) avec la Finlande (sa femme étant finlandaise, et après avoir passé les examens de langue requis)[30]
- Bobby Dixon ( Pınar Karşıyaka), sous le nom d'Ali Muhammed, avec la Turquie[31]
- A. J. Slaughter ( Panathinaïkos Athènes) avec la Pologne[31]
- Bryant Dunston ( Olympiakós Le Pirée) avec la Slovénie[31]
- Jerome Randle ( Eskişehir) avec l'Ukraine[32]
- Blake Schilb ( Paris-Levallois) avec la République tchèque[33] (sa femme et ses enfants possédant déjà cette nationalité[34])

#### Joueurs absents
De nombreux joueurs majeurs pour leur sélection, évoluant principalement en NBA et dans les grands clubs européens, sont absents :
| Sélection          | Joueur absent        | Club 2014-2015                  | Motif                                              |
| ------------------ | -------------------- | ------------------------------- | -------------------------------------------------- |
| Allemagne          | Per Günther          | Ratiopharm Ulm                  | Blessure                                           |
| Allemagne          | Chris Kaman          | Trail Blazers de Portland       | Choix du sélectionneur                             |
| Allemagne          | Tim Ohlbrecht        | Ratiopharm Ulm                  | Raisons personnelles                               |
| Allemagne          | Lucca Staiger        | Bayern Munich                   | Raisons personnelles                               |
| Bosnie-Herzégovine | Jusuf Nurkić         | Nuggets de Denver               | Blessure,                                          |
| Bosnie-Herzégovine | Mirza Teletović      | Nets de Brooklyn                | Refus de son nouveau club ( Suns de Phoenix)       |
| Bosnie-Herzégovine | Miroslav Todić       | Dinamo Basket Sassari           | Blessure                                           |
| Croatie            | Oliver Lafayette     | Olympiakós Le Pirée             | Blessure                                           |
| Espagne            | Álex Abrines         | FC Barcelone                    | Blessure                                           |
| Espagne            | José Manuel Calderón | Knicks de New York              | Refus de la sélection                              |
| Espagne            | Marc Gasol           | Grizzlies de Memphis            | Refus de la sélection                              |
| Espagne            | Serge Ibaka          | Thunder d'Oklahoma City         | Choix du sélectionneur                             |
| Espagne            | Juan Carlos Navarro  | FC Barcelone                    | Blessure                                           |
| Espagne            | Ricky Rubio          | Timberwolves du Minnesota       | Blessure                                           |
| France             | Alexis Ajinça        | Pelicans de La Nouvelle-Orléans | Refus de son club                                  |
| France             | Fabien Causeur       | Saski Baskonia                  | Maladie                                            |
| France             | Antoine Diot         | Strasbourg IG                   | Blessure                                           |
| France             | Thomas Heurtel       | Anadolu Efes                    | Choix du sélectionneur, retour refusé par son club |
| France             | Edwin Jackson        | FC Barcelone                    | Choix du sélectionneur                             |
| France             | Ian Mahinmi          | Pacers de l'Indiana             | Choix du sélectionneur                             |
| France             | Joakim Noah          | Bulls de Chicago                | Refus de la sélection                              |
| France             | Kevin Séraphin       | Wizards de Washington           | Choix du sélectionneur                             |
| Lettonie           | Kristaps Porziņģis   | Cajasol Séville                 | Refus de son nouveau club ( Knicks de New York)    |
| Lituanie           | Linas Kleiza         | Olimpia Milan                   | Blessure                                           |
| Lituanie           | Darjuš Lavrinovič    | Boudivelnyk Kiev                | Blessure                                           |
| Lituanie           | Donatas Motiejūnas   | Rockets de Houston              | Blessure                                           |
| Lituanie           | Martynas Pocius      | Galatasaray                     | Blessure                                           |
| Macédoine          | Pero Antić           | Hawks d'Atlanta                 | Refus de la sélection,                             |
| Macédoine          | Bo McCalebb          | Bayern Munich                   | [ 29 ]                                             |
| Pologne            | Maciej Lampe         | FC Barcelone                    | [ 29 ]                                             |
| Russie             | Sasha Kaun           | CSKA Moscou                     | Retraite sportive,                                 |
| Russie             | Andreï Kirilenko     | CSKA Moscou                     | Retraite sportive,                                 |
| Russie             | Timofeï Mozgov       | Cavaliers de Cleveland          | Blessure                                           |
| Russie             | Alexey Shved         | Knicks de New York              | Blessure                                           |
| Serbie             | Nenad Krstić         | Anadolu Efes                    | Blessure,                                          |
| Serbie             | Boban Marjanović     | Étoile rouge de Belgrade        | Refus de son nouveau club ( Spurs de San Antonio)  |
| Slovénie           | Goran Dragić         | Heat de Miami                   | Refus de son club                                  |
| Slovénie           | Erazem Lorbek        | Sans club                       | [ 29 ]                                             |
| Slovénie           | Beno Udrih           | Grizzlies de Memphis            | Blessure,                                          |
| Turquie            | Ömer Aşık            | Pelicans de La Nouvelle-Orléans | Blessure                                           |
| Turquie            | Enes Kanter          | Thunder d'Oklahoma City         | Choix du sélectionneur                             |
| Turquie            | Emir Preldžič        | Fenerbahçe Ülker                | Refus de la sélection                              |
| Ukraine            | Artur Drozdov        | Pau-Lacq-Orthez                 | Choix du sélectionneur                             |
| Ukraine            | Sergiy Gladyr        | SLUC Nancy                      | Blessure                                           |
| Ukraine            | Pooh Jeter           | Limoges CSP                     | Fin de carrière internationale                     |
| Ukraine            | Vyacheslav Kravtsov  | Foshan Dralions                 | Refus de la sélection                              |
| Ukraine            | Serhiy Lichtchouk    | Valencia                        | Blessure                                           |
| Ukraine            | Alex Len             | Suns de Phoenix                 | Refus de la sélection,                             |

### Arbitres retenus
| - Amit Balak - Ilija Belosevic - Matej Boltauzer - Christos Christodoulou - Gentian Cici - Jean-Charles Collin - Igor Dragojevic - Renaud Geller - Spyridon Gontas - Aare Halliko | - Sigmundur Herbertsson - Sinisa Herceg - Tomas Jasevicius - Milivoje Jovcic - Apostolos Kalpakas - Milos Koljensic - Marcin Kowalski - Luigi Lamonica - Saverio Lanzarini - Olegs Latisevs | - Jurgis Laurinavicius - Robert Lottermoser - Petri Mäntylä - Igor Mitrovski - Emin Mogulkoc - Petar Obradovic - Emilio Perez - Saso Petek - Ilya Putenko - Sreten Radovic | - Fernando Rocha - Borys Ryzhyk - Sérgio Silva - Anthonie Sinterniklaas - Benjamin Jimenez Trujillo - Eddie Viator - Robert Vyklicky - Zafer Yilmaz - Jakub Zamojski - Sergiy Zashchuk |

## Phase de groupes

### Format
Les vingt-quatre équipes qualifiées sont réparties en quatre groupes de six. Chaque équipe marque deux points en cas de victoire, un point en cas de défaite et de défaite par défaut (l'équipe est réduite à deux joueurs sur le terrain) et zéro point en cas de forfait (impossibilité pour une équipe d'aligner cinq joueurs au départ du match).
Pour départager les équipes à la fin des matchs de poules en cas d'égalité de points, les critères de la FIBA sont appliqués (dans l'ordre) :
1. résultat des matchs particuliers entre les équipes concernées ;
2. différence entre points marqués et encaissés entre les équipes concernées ;
3. différence entre points marqués et encaissés de tous les matchs joués ;
4. plus grand nombre de points marqués.

Les équipes terminant aux quatre premières places sont qualifiées pour la phase finale (1/8 de finale).
| Légende                           |
| --------------------------------- |
| Qualification pour le second tour |
| Élimination du championnat        |

### Groupe A
| Groupe A (France : Montpellier - Park&Suites Arena) |                    |     |   |   |     |     |      |     |
|                                                     | Équipe             | Pts | G | P | PP  | PC  | Diff | Dép |
| 1                                                   | France             | 10  | 5 | 0 | 407 | 335 | +72  | -   |
| 2                                                   | Israël             | 8   | 3 | 2 | 375 | 384 | -9   | +2  |
| 3                                                   | Pologne            | 8   | 3 | 2 | 367 | 352 | +15  | -2  |
| 4                                                   | Finlande           | 7   | 2 | 3 | 387 | 392 | -5   | -   |
| 5                                                   | Russie             | 6   | 1 | 4 | 379 | 374 | +5   | +20 |
| 6                                                   | Bosnie-Herzégovine | 6   | 1 | 4 | 324 | 402 | -78  | -20 |

| 5 septembre  | Pologne            | 68 - 64   | Bosnie-Herzégovine |
| 5 septembre  | Israël             | 76 - 73   | Russie             |
| 5 septembre  | France             | 97 - 87ap | Finlande           |
| 6 septembre  | Russie             | 79 - 82   | Pologne            |
| 6 septembre  | Finlande           | 66 - 79   | Israël             |
| 6 septembre  | Bosnie-Herzégovine | 54 - 81   | France             |
| 7 septembre  | Finlande           | 81 - 79   | Russie             |
| 7 septembre  | Israël             | 84 - 86ap | Bosnie-Herzégovine |
| 7 septembre  | France             | 69 - 66   | Pologne            |
| 9 septembre  | Bosnie-Herzégovine | 59 - 88   | Finlande           |
| 9 septembre  | Pologne            | 73 - 75   | Israël             |
| 9 septembre  | Russie             | 67 - 74   | France             |
| 10 septembre | Finlande           | 65 - 78   | Pologne            |
| 10 septembre | Bosnie-Herzégovine | 61 - 81   | Russie             |
| 10 septembre | Israël             | 61 - 86   | France             |

### Groupe B
| Groupe B (Allemagne : Berlin - Mercedes-Benz Arena) |           |     |   |   |     |     |      |     |
|                                                     | Équipe    | Pts | G | P | PP  | PC  | Diff | Dép |
| 1                                                   | Serbie    | 10  | 5 | 0 | 433 | 354 | +79  | -   |
| 2                                                   | Espagne   | 8   | 3 | 2 | 448 | 411 | +37  | +20 |
| 3                                                   | Italie    | 8   | 3 | 2 | 434 | 434 | +0   | +5  |
| 4                                                   | Turquie   | 8   | 3 | 2 | 429 | 459 | -30  | -25 |
| 5                                                   | Allemagne | 6   | 1 | 4 | 370 | 379 | -9   | -   |
| 6                                                   | Islande   | 5   | 0 | 5 | 368 | 445 | -77  | -   |

| 5 septembre  | Allemagne | 71 - 65     | Islande   |  |
| 5 septembre  | Espagne   | 70 - 80     | Serbie    |  |
| 5 septembre  | Italie    | 87 - 89     | Turquie   |  |
| 6 septembre  | Serbie    | 68 - 66     | Allemagne |  |
| 6 septembre  | Islande   | 64 - 71     | Italie    |  |
| 6 septembre  | Turquie   | 77 - 104    | Espagne   |  |
| 8 septembre  | Serbie    | 93 - 64     | Islande   |  |
| 8 septembre  | Allemagne | 75 - 80     | Turquie   |  |
| 8 septembre  | Espagne   | 98 - 105    | Italie    |  |
| 9 septembre  | Turquie   | 72 - 91     | Serbie    |  |
| 9 septembre  | Italie    | 89 - 82ap   | Allemagne |  |
| 9 septembre  | Islande   | 73 - 99     | Espagne   |  |
| 10 septembre | Serbie    | 101 - 82    | Italie    |  |
| 10 septembre | Allemagne | 76 - 77     | Espagne   |  |
| 10 septembre | Turquie   | 111 - 102ap | Islande   |  |

### Groupe C
| Groupe C (Croatie : Zagreb - Arena Zagreb) |           |     |   |   |     |     |      |     |
|                                            | Équipe    | Pts | G | P | PP  | PC  | Diff | Dép |
| 1                                          | Grèce     | 10  | 5 | 0 | 387 | 340 | +47  | -   |
| 2                                          | Croatie   | 8   | 3 | 2 | 359 | 343 | +16  | +7  |
| 3                                          | Slovénie  | 8   | 3 | 2 | 367 | 356 | +11  | -7  |
| 4                                          | Géorgie   | 7   | 2 | 3 | 369 | 364 | +5   | -   |
| 5                                          | Macédoine | 6   | 1 | 4 | 324 | 381 | -57  | +7  |
| 6                                          | Pays-Bas  | 6   | 1 | 4 | 355 | 377 | -22  | -7  |

| 5 septembre  | Géorgie   | 72 - 73 | Pays-Bas  |
| 5 septembre  | Macédoine | 65 - 85 | Grèce     |
| 5 septembre  | Croatie   | 80 - 73 | Slovénie  |
| 6 septembre  | Pays-Bas  | 71 - 78 | Macédoine |
| 6 septembre  | Slovénie  | 79 - 68 | Géorgie   |
| 6 septembre  | Grèce     | 72 - 70 | Croatie   |
| 8 septembre  | Slovénie  | 81 - 74 | Pays-Bas  |
| 8 septembre  | Géorgie   | 68 - 79 | Grèce     |
| 8 septembre  | Croatie   | 73 - 55 | Macédoine |
| 9 septembre  | Grèce     | 83 - 72 | Slovénie  |
| 9 septembre  | Macédoine | 75 - 90 | Géorgie   |
| 9 septembre  | Pays-Bas  | 72 - 78 | Croatie   |
| 10 septembre | Slovénie  | 62 - 51 | Macédoine |
| 10 septembre | Géorgie   | 71- 58  | Croatie   |
| 10 septembre | Grèce     | 68 - 65 | Pays-Bas  |

### Groupe D
| Groupe D (Lettonie : Riga - Riga Arena) |                    |     |   |   |     |     |      |     |
|                                         | Équipe             | Pts | G | P | PP  | PC  | Diff | Dép |
| 1                                       | Lituanie           | 9   | 4 | 1 | 360 | 336 | +24  | -   |
| 2                                       | Lettonie           | 8   | 3 | 2 | 348 | 339 | +9   | +18 |
| 3                                       | République tchèque | 8   | 3 | 2 | 370 | 342 | +28  | -5  |
| 4                                       | Belgique           | 8   | 3 | 2 | 370 | 344 | +26  | -13 |
| 5                                       | Estonie            | 6   | 1 | 4 | 316 | 374 | -58  | +7  |
| 6                                       | Ukraine            | 6   | 1 | 4 | 349 | 378 | -29  | -7  |

| 5 septembre  | République tchèque | 80 - 57   | Estonie            |
| 5 septembre  | Belgique           | 67 - 78   | Lettonie           |
| 5 septembre  | Lituanie           | 69 - 68   | Ukraine            |
| 6 septembre  | Estonie            | 55 - 84   | Belgique           |
| 6 septembre  | Lettonie           | 49 - 68   | Lituanie           |
| 6 septembre  | Ukraine            | 64 - 78   | République tchèque |
| 7 septembre  | Lituanie           | 74 - 76   | Belgique           |
| 7 septembre  | République tchèque | 65 - 72   | Lettonie           |
| 7 septembre  | Ukraine            | 71 - 78   | Estonie            |
| 9 septembre  | Belgique           | 64 - 66   | République tchèque |
| 9 septembre  | Lettonie           | 74 - 75   | Ukraine            |
| 9 septembre  | Estonie            | 62 - 64   | Lituanie           |
| 10 septembre | Ukraine            | 71 - 79   | Belgique           |
| 10 septembre | Lettonie           | 75 - 64   | Estonie            |
| 10 septembre | République tchèque | 81 - 85ap | Lituanie           |

## Phase finale

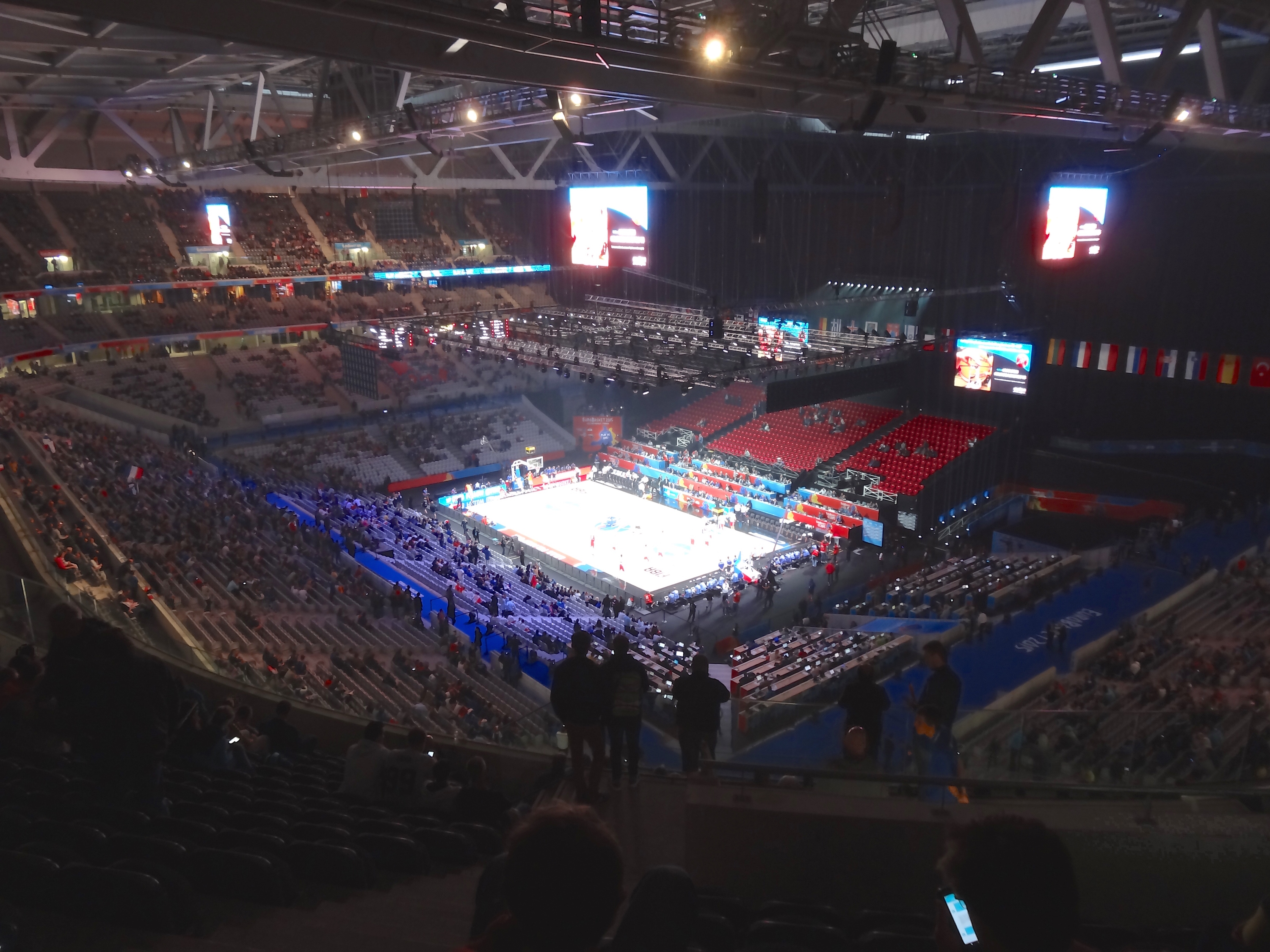
Le stade Pierre Mauroy en configuration basket pendant la compétition.

### Tableau final
|  | Huitièmes de finale  | Huitièmes de finale  | Huitièmes de finale  | Huitièmes de finale  |         |         | Quarts de finale     | Quarts de finale     | Quarts de finale     | Quarts de finale     |                      |                      | Demi-finales         | Demi-finales         | Demi-finales         | Demi-finales         |  |  | Finale               | Finale               | Finale               | Finale               |
|  |                      |                      |                      |                      |         |         |                      |                      |                      |                      |                      |                      |                      |                      |                      |                      |  |  |                      |                      |                      |                      |
|  | 12 septembre à 18h30 | 12 septembre à 18h30 | 12 septembre à 18h30 | 12 septembre à 18h30 |         |         | 15 septembre à 18h30 | 15 septembre à 18h30 | 15 septembre à 18h30 | 15 septembre à 18h30 |                      |                      | 17 septembre à 21h00 | 17 septembre à 21h00 | 17 septembre à 21h00 | 17 septembre à 21h00 |  |  | 20 septembre à 19h00 | 20 septembre à 19h00 | 20 septembre à 19h00 | 20 septembre à 19h00 |
|  | B2                   | Espagne              | 80                   | 80                   |         |         | 15 septembre à 18h30 | 15 septembre à 18h30 | 15 septembre à 18h30 | 15 septembre à 18h30 |                      |                      | 17 septembre à 21h00 | 17 septembre à 21h00 | 17 septembre à 21h00 | 17 septembre à 21h00 |  |  | 20 septembre à 19h00 | 20 septembre à 19h00 | 20 septembre à 19h00 | 20 septembre à 19h00 |
|  | B2                   | Espagne              | 80                   | 80                   |         |         | 15 septembre à 18h30 | 15 septembre à 18h30 | 15 septembre à 18h30 | 15 septembre à 18h30 |                      |                      | 17 septembre à 21h00 | 17 septembre à 21h00 | 17 septembre à 21h00 | 17 septembre à 21h00 |  |  | 20 septembre à 19h00 | 20 septembre à 19h00 | 20 septembre à 19h00 | 20 septembre à 19h00 |
|  | A3                   | Pologne              | 66                   | 66                   |         |         | 15 septembre à 18h30 | 15 septembre à 18h30 | 15 septembre à 18h30 | 15 septembre à 18h30 |                      |                      | 17 septembre à 21h00 | 17 septembre à 21h00 | 17 septembre à 21h00 | 17 septembre à 21h00 |  |  | 20 septembre à 19h00 | 20 septembre à 19h00 | 20 septembre à 19h00 | 20 septembre à 19h00 |
|  | A3                   | Pologne              | 66                   | 66                   | Espagne | Espagne | 73                   | 73                   |                      |                      |                      |                      | 17 septembre à 21h00 | 17 septembre à 21h00 | 17 septembre à 21h00 | 17 septembre à 21h00 |  |  | 20 septembre à 19h00 | 20 septembre à 19h00 | 20 septembre à 19h00 | 20 septembre à 19h00 |
|  | 12 septembre à 14h30 |                      |                      |                      | Espagne | Espagne | 73                   | 73                   |                      |                      |                      |                      | 17 septembre à 21h00 | 17 septembre à 21h00 | 17 septembre à 21h00 | 17 septembre à 21h00 |  |  | 20 septembre à 19h00 | 20 septembre à 19h00 | 20 septembre à 19h00 | 20 septembre à 19h00 |
|  |                      |                      | Grèce                | Grèce                | 71      | 71      |                      |                      |                      |                      |                      |                      | 17 septembre à 21h00 | 17 septembre à 21h00 | 17 septembre à 21h00 | 17 septembre à 21h00 |  |  | 20 septembre à 19h00 | 20 septembre à 19h00 | 20 septembre à 19h00 | 20 septembre à 19h00 |
|  | C1                   | Grèce                | Grèce                | Grèce                | 71      | 71      | 75                   | 75                   |                      |                      |                      |                      | 17 septembre à 21h00 | 17 septembre à 21h00 | 17 septembre à 21h00 | 17 septembre à 21h00 |  |  | 20 septembre à 19h00 | 20 septembre à 19h00 | 20 septembre à 19h00 | 20 septembre à 19h00 |
|  | C1                   | Grèce                | 15 septembre à 21h00 |                      |         |         | 75                   | 75                   |                      |                      |                      |                      | 17 septembre à 21h00 | 17 septembre à 21h00 | 17 septembre à 21h00 | 17 septembre à 21h00 |  |  | 20 septembre à 19h00 | 20 septembre à 19h00 | 20 septembre à 19h00 | 20 septembre à 19h00 |
|  | D4                   | Belgique             | 54                   | 54                   |         |         |                      |                      |                      |                      |                      |                      | 17 septembre à 21h00 | 17 septembre à 21h00 | 17 septembre à 21h00 | 17 septembre à 21h00 |  |  | 20 septembre à 19h00 | 20 septembre à 19h00 | 20 septembre à 19h00 | 20 septembre à 19h00 |
|  | D4                   | Belgique             | 54                   | 54                   | Espagne | Espagne | 80ap                 | 80ap                 |                      |                      |                      |                      |                      |                      |                      |                      |  |  | 20 septembre à 19h00 | 20 septembre à 19h00 | 20 septembre à 19h00 | 20 septembre à 19h00 |
|  | 12 septembre à 21h00 |                      |                      |                      | Espagne | Espagne | 80ap                 | 80ap                 |                      |                      |                      |                      |                      |                      |                      |                      |  |  | 20 septembre à 19h00 | 20 septembre à 19h00 | 20 septembre à 19h00 | 20 septembre à 19h00 |
|  |                      |                      | France               | France               | 75      | 75      |                      |                      |                      |                      |                      |                      |                      |                      |                      |                      |  |  | 20 septembre à 19h00 | 20 septembre à 19h00 | 20 septembre à 19h00 | 20 septembre à 19h00 |
|  | A1                   | France               | France               | France               | 75      | 75      | 76                   | 76                   |                      |                      |                      |                      |                      |                      |                      |                      |  |  | 20 septembre à 19h00 | 20 septembre à 19h00 | 20 septembre à 19h00 | 20 septembre à 19h00 |
|  | A1                   | France               | 18 septembre à 21h00 |                      |         |         | 76                   | 76                   |                      |                      |                      |                      |                      |                      |                      |                      |  |  | 20 septembre à 19h00 | 20 septembre à 19h00 | 20 septembre à 19h00 | 20 septembre à 19h00 |
|  | B4                   | Turquie              | 53                   | 53                   |         |         |                      |                      |                      |                      |                      |                      |                      |                      |                      |                      |  |  | 20 septembre à 19h00 | 20 septembre à 19h00 | 20 septembre à 19h00 | 20 septembre à 19h00 |
|  | B4                   | Turquie              | 53                   | 53                   | France  | France  | 84                   | 84                   |                      |                      |                      |                      |                      |                      |                      |                      |  |  | 20 septembre à 19h00 | 20 septembre à 19h00 | 20 septembre à 19h00 | 20 septembre à 19h00 |
|  | 12 septembre à 12h00 |                      |                      |                      | France  | France  | 84                   | 84                   |                      |                      |                      |                      |                      |                      |                      |                      |  |  | 20 septembre à 19h00 | 20 septembre à 19h00 | 20 septembre à 19h00 | 20 septembre à 19h00 |
|  |                      |                      | Lettonie             | Lettonie             | 70      | 70      |                      |                      |                      |                      |                      |                      |                      |                      |                      |                      |  |  | 20 septembre à 19h00 | 20 septembre à 19h00 | 20 septembre à 19h00 | 20 septembre à 19h00 |
|  | D2                   | Lettonie             | Lettonie             | Lettonie             | 70      | 70      | 73                   | 73                   |                      |                      |                      |                      |                      |                      |                      |                      |  |  | 20 septembre à 19h00 | 20 septembre à 19h00 | 20 septembre à 19h00 | 20 septembre à 19h00 |
|  | D2                   | Lettonie             | 16 septembre à 18h30 |                      |         |         | 73                   | 73                   |                      |                      |                      |                      |                      |                      |                      |                      |  |  | 20 septembre à 19h00 | 20 septembre à 19h00 | 20 septembre à 19h00 | 20 septembre à 19h00 |
|  | C3                   | Slovénie             | 66                   | 66                   |         |         |                      |                      |                      |                      |                      |                      |                      |                      |                      |                      |  |  | 20 septembre à 19h00 | 20 septembre à 19h00 | 20 septembre à 19h00 | 20 septembre à 19h00 |
|  | C3                   | Slovénie             | 66                   | 66                   | Espagne | Espagne | 80                   | 80                   |                      |                      |                      |                      |                      |                      |                      |                      |  |  |                      |                      |                      |                      |
|  | 13 septembre à 14h30 |                      |                      |                      | Espagne | Espagne | 80                   | 80                   |                      |                      |                      |                      |                      |                      |                      |                      |  |  |                      |                      |                      |                      |
|  |                      |                      | Lituanie             | Lituanie             | 63      | 63      |                      |                      |                      |                      |                      |                      |                      |                      |                      |                      |  |  |                      |                      |                      |                      |
|  | B1                   | Serbie               | Lituanie             | Lituanie             | 63      | 63      | 94                   | 94                   |                      |                      |                      |                      |                      |                      |                      |                      |  |  |                      |                      |                      |                      |
|  | B1                   | Serbie               |                      |                      |         |         |                      | 94                   |                      |                      |                      |                      |                      |                      |                      |                      |  |  |                      |                      |                      |                      |
|  | A4                   | Finlande             | 81                   | 81                   |         |         |                      |                      |                      |                      |                      |                      |                      |                      |                      |                      |  |  |                      |                      |                      |                      |
|  | A4                   | Finlande             | 81                   | 81                   | Serbie  | Serbie  | 89                   | 89                   |                      |                      |                      |                      |                      |                      |                      |                      |  |  |                      |                      |                      |                      |
|  | 13 septembre à 12h00 |                      |                      |                      | Serbie  | Serbie  | 89                   | 89                   |                      |                      |                      |                      |                      |                      |                      |                      |  |  |                      |                      |                      |                      |
|  |                      |                      | République tchèque   | République tchèque   | 75      | 75      |                      |                      |                      |                      |                      |                      |                      |                      |                      |                      |  |  |                      |                      |                      |                      |
|  | C2                   | Croatie              | République tchèque   | République tchèque   | 75      | 75      | 59                   | 59                   |                      |                      |                      |                      |                      |                      |                      |                      |  |  |                      |                      |                      |                      |
|  | C2                   | Croatie              | 16 septembre à 21h00 |                      |         |         | 59                   | 59                   |                      |                      |                      |                      |                      |                      |                      |                      |  |  |                      |                      |                      |                      |
|  | D3                   | République tchèque   | 80                   | 80                   |         |         |                      |                      |                      |                      |                      |                      |                      |                      |                      |                      |  |  |                      |                      |                      |                      |
|  | D3                   | République tchèque   | 80                   | 80                   | Serbie  | Serbie  | 64                   | 64                   |                      |                      |                      |                      |                      |                      |                      |                      |  |  |                      |                      |                      |                      |
|  | 13 septembre à 18h30 |                      |                      |                      | Serbie  | Serbie  | 64                   | 64                   |                      |                      |                      |                      |                      |                      |                      |                      |  |  |                      |                      |                      |                      |
|  |                      |                      | Lituanie             | Lituanie             | 67      | 67      |                      |                      |                      |                      |                      |                      |                      |                      |                      |                      |  |  |                      |                      |                      |                      |
|  | A2                   | Israël               | Lituanie             | Lituanie             | 67      | 67      | 52                   | 52                   |                      |                      |                      |                      |                      |                      |                      |                      |  |  |                      |                      |                      |                      |
|  | A2                   | Israël               |                      |                      |         |         |                      | 52                   |                      |                      |                      |                      |                      |                      |                      |                      |  |  |                      |                      |                      |                      |
|  | B3                   | Italie               | 82                   | 82                   |         |         |                      |                      |                      |                      |                      |                      |                      |                      |                      |                      |  |  |                      |                      |                      |                      |
|  | B3                   | Italie               | 82                   | 82                   | Italie  | Italie  | 85                   | 85                   | Troisième place      | Troisième place      | Troisième place      | Troisième place      |                      |                      |                      |                      |  |  |                      |                      |                      |                      |
|  | 13 septembre à 21h00 |                      |                      |                      | Italie  | Italie  | 85                   | 85                   | Troisième place      | Troisième place      | Troisième place      | Troisième place      |                      |                      |                      |                      |  |  |                      |                      |                      |                      |
|  |                      |                      | Lituanie             | Lituanie             | 95ap    | 95ap    |                      |                      | 20 septembre à 14h00 | 20 septembre à 14h00 | 20 septembre à 14h00 | 20 septembre à 14h00 |                      |                      |                      |                      |  |  |                      |                      |                      |                      |
|  | D1                   | Lituanie             | Lituanie             | Lituanie             | 95ap    | 95ap    | 85                   | 85                   | 20 septembre à 14h00 | 20 septembre à 14h00 | 20 septembre à 14h00 | 20 septembre à 14h00 |                      |                      |                      |                      |  |  |                      |                      |                      |                      |
|  | D1                   | Lituanie             |                      |                      |         |         |                      | 85                   |                      |                      | France               | France               | 81                   | 81                   |                      |                      |  |  |                      |                      |                      |                      |
|  | C4                   | Géorgie              | 81                   | 81                   |         |         |                      |                      |                      |                      | France               | France               | 81                   | 81                   |                      |                      |  |  |                      |                      |                      |                      |
|  | C4                   | Géorgie              | 81                   | 81                   | Serbie  | Serbie  | 68                   | 68                   |                      |                      |                      |                      |                      |                      |                      |                      |  |  |                      |                      |                      |                      |
|  |                      |                      |                      |                      |         |         |                      |                      |                      |                      |                      |                      |                      |                      |                      |                      |  |  |                      |                      |                      |                      |

### Matches de classement
|  | 5e à 8e place        | 5e à 8e place        | 5e à 8e place        | 5e à 8e place        |          |          | 7e place qualificative pour le TQO | 7e place qualificative pour le TQO | 7e place qualificative pour le TQO | 7e place qualificative pour le TQO |
|  |                      |                      |                      |                      |          |          |                                    |                                    |                                    |                                    |
|  | 17 septembre à 16h00 | 17 septembre à 16h00 | 17 septembre à 16h00 | 17 septembre à 16h00 |          |          | 18 septembre à 18h30               | 18 septembre à 18h30               | 18 septembre à 18h30               | 18 septembre à 18h30               |
|  | Grèce                | Grèce                | 97                   | 97                   |          |          | 18 septembre à 18h30               | 18 septembre à 18h30               | 18 septembre à 18h30               | 18 septembre à 18h30               |
|  | Grèce                | Grèce                | 97                   | 97                   |          |          | 18 septembre à 18h30               | 18 septembre à 18h30               | 18 septembre à 18h30               | 18 septembre à 18h30               |
|  | Lettonie             | Lettonie             | 90                   | 90                   |          |          | 18 septembre à 18h30               | 18 septembre à 18h30               | 18 septembre à 18h30               | 18 septembre à 18h30               |
|  | Lettonie             | Lettonie             | 90                   | 90                   | Lettonie | Lettonie | 70                                 | 70                                 |                                    |                                    |
|  | 17 septembre à 18h30 |                      |                      |                      | Lettonie | Lettonie | 70                                 | 70                                 |                                    |                                    |
|  |                      |                      | République tchèque   | République tchèque   | 97       | 97       |                                    |                                    |                                    |                                    |
|  | République tchèque   | République tchèque   | République tchèque   | République tchèque   | 97       | 97       | 70                                 | 70                                 |                                    |                                    |
|  | République tchèque   | République tchèque   |                      |                      |          |          |                                    | 70                                 |                                    |                                    |
|  | Italie               | Italie               | 85                   | 85                   |          |          |                                    |                                    |                                    |                                    |
|  | Italie               | Italie               | 85                   | 85                   |          |          |                                    |                                    |                                    |                                    |

### Troisième place
| 20 septembre 2015 14h00 UTC+2 (CEST) | (en) Rapport | France                                                     | 81-68                    | Serbie                                                         |  | Stade Pierre-Mauroy Villeneuve-d'Ascq Affluence : 24 092 Arbitres : Christos Christodoulou Robert Lottermoser Fernando Rocha | Canal+ Décalé |
| 20 septembre 2015 14h00 UTC+2 (CEST) | (en) Rapport | Score par quart-temps : 16 - 16, 21 - 16, 21 - 12, 23 - 24 |                          |                                                                |  | Stade Pierre-Mauroy Villeneuve-d'Ascq Affluence : 24 092 Arbitres : Christos Christodoulou Robert Lottermoser Fernando Rocha | Canal+ Décalé |
| 20 septembre 2015 14h00 UTC+2 (CEST) | (en) Rapport | Score par mi-temps : 37 - 32, 44 - 36                      |                          |                                                                |  | Stade Pierre-Mauroy Villeneuve-d'Ascq Affluence : 24 092 Arbitres : Christos Christodoulou Robert Lottermoser Fernando Rocha | Canal+ Décalé |
| 20 septembre 2015 14h00 UTC+2 (CEST) | (en) Rapport | Nando de Colo 20 Rudy Gobert 14 Boris Diaw 6               | Points Rebonds Passes d. | Bogdan Bogdanović 14 Miroslav Raduljica 8 Miroslav Raduljica 4 |  | Stade Pierre-Mauroy Villeneuve-d'Ascq Affluence : 24 092 Arbitres : Christos Christodoulou Robert Lottermoser Fernando Rocha | Canal+ Décalé |

### Finale
| 20 septembre 2015 19h00 UTC+2 (CEST) | (en) Rapport | Espagne                                                   | 80-63                    | Lituanie                                                      |  | Stade Pierre-Mauroy Villeneuve-d'Ascq Affluence : 27 372 Arbitres : Luigi Lamonica Ilija Belošević Borys Ryzhyk | Canal+ Sport |
| 20 septembre 2015 19h00 UTC+2 (CEST) | (en) Rapport | Score par quart-temps : 19 - 8, 22 - 25, 19 - 10, 20 - 20 |                          |                                                               |  | Stade Pierre-Mauroy Villeneuve-d'Ascq Affluence : 27 372 Arbitres : Luigi Lamonica Ilija Belošević Borys Ryzhyk | Canal+ Sport |
| 20 septembre 2015 19h00 UTC+2 (CEST) | (en) Rapport | Score par mi-temps : 41 - 33, 39 - 30                     |                          |                                                               |  | Stade Pierre-Mauroy Villeneuve-d'Ascq Affluence : 27 372 Arbitres : Luigi Lamonica Ilija Belošević Borys Ryzhyk | Canal+ Sport |
| 20 septembre 2015 19h00 UTC+2 (CEST) | (en) Rapport | Pau Gasol 25 Pau Gasol 12 Sergio Rodríguez 6              | Points Rebonds Passes d. | Kalnietis, Seibutis 13 Jonas Valančiūnas 9 Mantas Kalnietis 6 |  | Stade Pierre-Mauroy Villeneuve-d'Ascq Affluence : 27 372 Arbitres : Luigi Lamonica Ilija Belošević Borys Ryzhyk | Canal+ Sport |

## Classement final
- Équipes ayant obtenu leur qualification pour les Jeux olympiques de 2016 lors de ce championnat
- Équipes ayant obtenu leur qualification pour le tournoi préolympique de basket-ball 2016

Le classement final est établi au-delà de la 8e place comme suit :
- sont classées 9e les huit équipes qui ont été éliminées en huitième de finale ;
- sont classées 17e les quatre équipes qui ont fini à la cinquième place de leur poule du premier tour ;
- sont classées 21e les quatre équipes qui ont fini à la sixième place de leur poule du premier tour.

| Place              | Équipes            | V-D |
| ------------------ | ------------------ | --- |
| Médaille d'or      | Espagne            | 7-2 |
| Médaille d'argent  | Lituanie           | 7-2 |
| Médaille de bronze | France             | 8-1 |
| 4                  | Serbie             | 7-2 |
| 5                  | Grèce              | 7-1 |
| 5                  | Italie             | 5-3 |
| 7                  | République tchèque | 5-4 |
| 8                  | Lettonie           | 4-5 |
| 9                  | Croatie            | 3-3 |
| 9                  | Israël             | 3-3 |
| 9                  | Pologne            | 3-3 |
| 9                  | Slovénie           | 3-3 |
| 9                  | Belgique           | 3-3 |
| 9                  | Turquie            | 3-3 |
| 9                  | Géorgie            | 2-4 |
| 9                  | Finlande           | 2-4 |
| 17                 | Russie             | 1-4 |
| 17                 | Allemagne          | 1-4 |
| 17                 | Macédoine          | 1-4 |
| 17                 | Estonie            | 1-4 |
| 21                 | Bosnie-Herzégovine | 1-4 |
| 21                 | Pays-Bas           | 1-4 |
| 21                 | Ukraine            | 1-4 |
| 21                 | Islande            | 0-5 |

## Statistiques

### Leaders statistiques de la compétition
Référence
| Joueurs et nationalité | Points marqués par match |
| ---------------------- | ------------------------ |
| Pau Gasol              | 25,6                     |
| Dennis Schröder        | 21                       |
| Jan Veselý             | 19,3                     |

| Joueurs et nationalité | Rebonds par match |
| ---------------------- | ----------------- |
| Andreï Vorontsevitch   | 9,2               |
| Jan Veselý             | 9,1               |
| Pau Gasol              | 8,8               |

| Joueurs et nationalité | Passes décisives par match |
| ---------------------- | -------------------------- |
| Mantas Kalnietis       | 7,8                        |
| Tomáš Satoranský       | 7,3                        |
| Miloš Teodosić         | 7,1                        |

| Joueurs et nationalité | Contres par match |
| ---------------------- | ----------------- |
| Pau Gasol              | 2,3               |
| Rudy Gobert            | 2,0               |
| D'or Fischer           | 1,8               |

| Joueurs et nationalité         | Interceptions par match |
| ------------------------------ | ----------------------- |
| Jonas Mačiulis                 | 1,9                     |
| Yogev Ohayon Tornike Shengelia | 1,7                     |
| Alex Renfroe                   | 1,6                     |

| Joueurs et nationalité | Minutes par match |
| ---------------------- | ----------------- |
| Omri Casspi            | 36                |
| Mantas Kalnietis       | 34,2              |
| Gal Mekel              | 34                |

| Joueurs et nationalité | Pourcentage à deux pts |
| ---------------------- | ---------------------- |
| Semih Erden            | 74,4 %                 |
| Andrey Zubkov          | 64,5 %                 |
| Jan Veselý             | 64,1 %                 |

| Joueurs et nationalité      | Pourcentage à trois points |
| --------------------------- | -------------------------- |
| Vitaly Fridzon              | 65,2 %                     |
| Nick Calathes Charlon Kloof | 61,1 %                     |
| Haukur Pálsson              | 56 %                       |

| Joueurs et nationalité | Pourcentage aux lancers francs |
| ---------------------- | ------------------------------ |
| Miloš Teodosić         | 94,1 %                         |
| Andrey Zubkov          | 93,8 %                         |
| Danilo Gallinari       | 87,9 %                         |

### Records individuels
Référence
| Catégorie                   | Joueur                | Équipe             | Statistique | Date                               |
| --------------------------- | --------------------- | ------------------ | ----------- | ---------------------------------- |
| Minutes jouées              | Omri Casspi           | Israël             | 42          | 7 septembre 2015                   |
| Points marqués              | Pau Gasol             | Espagne            | 40          | 17 septembre 2015                  |
| Tirs marqués                | Omri Casspi Pau Gasol | Israël Espagne     | 12          | 7 septembre 2015 20 septembre 2015 |
| Tirs tentés                 | Andrea Bargnani       | Italie             | 22          | 16 septembre 2015                  |
| Tirs à trois points marqués | Marco Belinelli       | Italie             | 7           | 8 septembre 2015                   |
| Tirs à trois points tentés  | Marco Belinelli       | Italie             | 14          | 9 septembre 2015                   |
| Lancers francs marqués      | Pau Gasol             | Espagne            | 16          | 17 septembre 2015                  |
| Lancers francs tentés       | Pau Gasol             | Espagne            | 18          | 17 septembre 2015                  |
| Rebonds                     | Andrija Stipanović    | Bosnie-Herzégovine | 18          | 7 septembre 2015                   |
| Rebonds offensifs           | Andrija Stipanović    | Bosnie-Herzégovine | 10          | 7 septembre 2015                   |
| Rebonds défensifs           | Jonas Valančiūnas     | Lituanie           | 13          | 16 septembre 2015                  |
| Passes décisives            | Tomáš Satoranský      | République tchèque | 15          | 10 septembre 2015                  |
| Interceptions               | 9 joueurs             | de 8 pays          | 4           | 7 au 18 septembre 2015             |
| Contres                     | Kaspars Bērziņš       | Lettonie           | 5           | 12 septembre 2015                  |
| Balles perdues              | Mantas Kalnietis      | Lituanie           | 8           | 18 septembre 2015                  |

## Récompenses

### MVP et meilleur cinq de la compétition
Les récompenses individuelles sont les suivantes :
- Meilleur joueur :  Pau Gasol
- Équipe type : 
  -  Sergio Rodriguez (Meneur)
  -  Nando de Colo (Arrière)
  -  Jonas Mačiulis (Ailier)
  -  Jonas Valančiūnas (Pivot)
  -  Pau Gasol (Pivot)

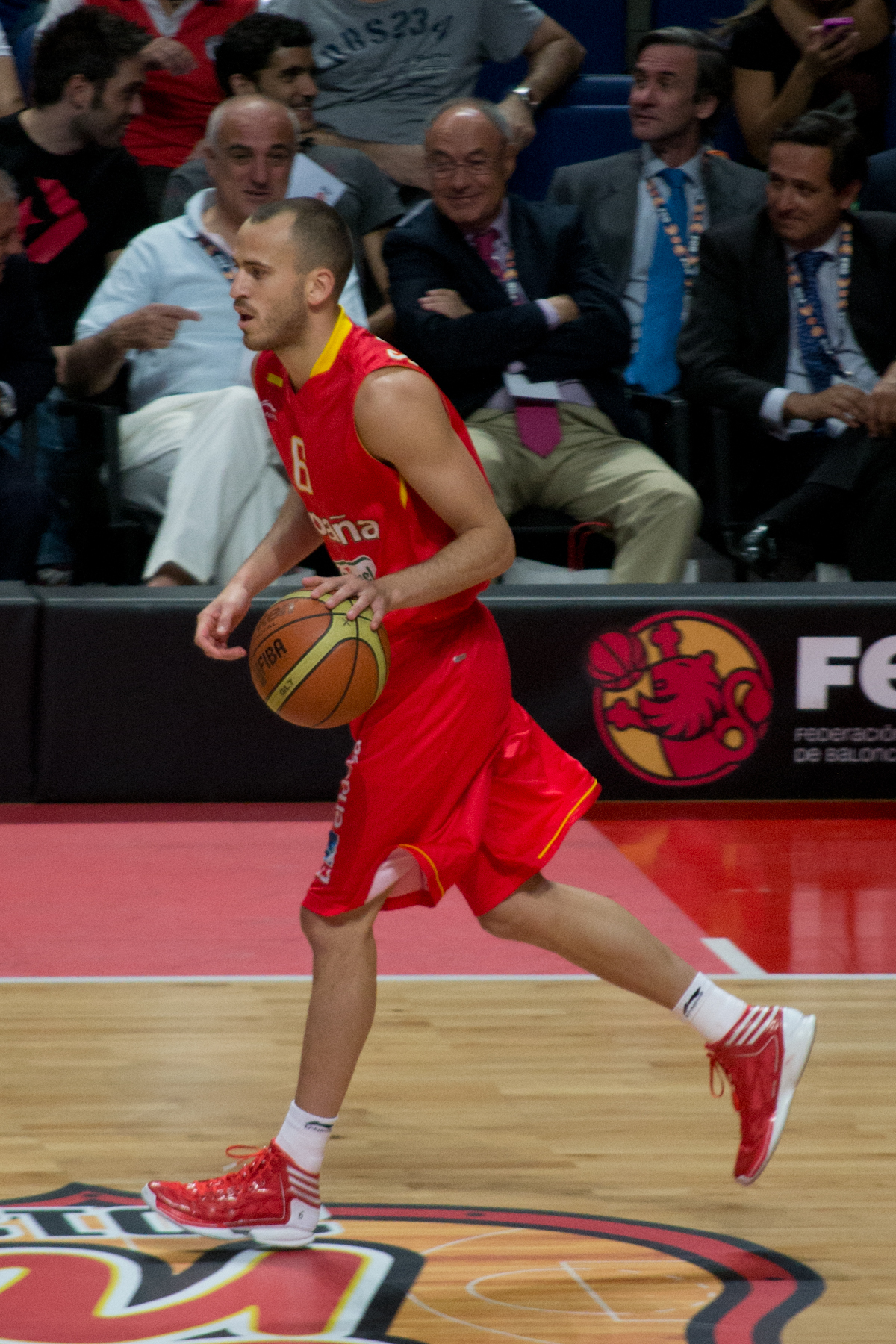
Sergio Rodriguez
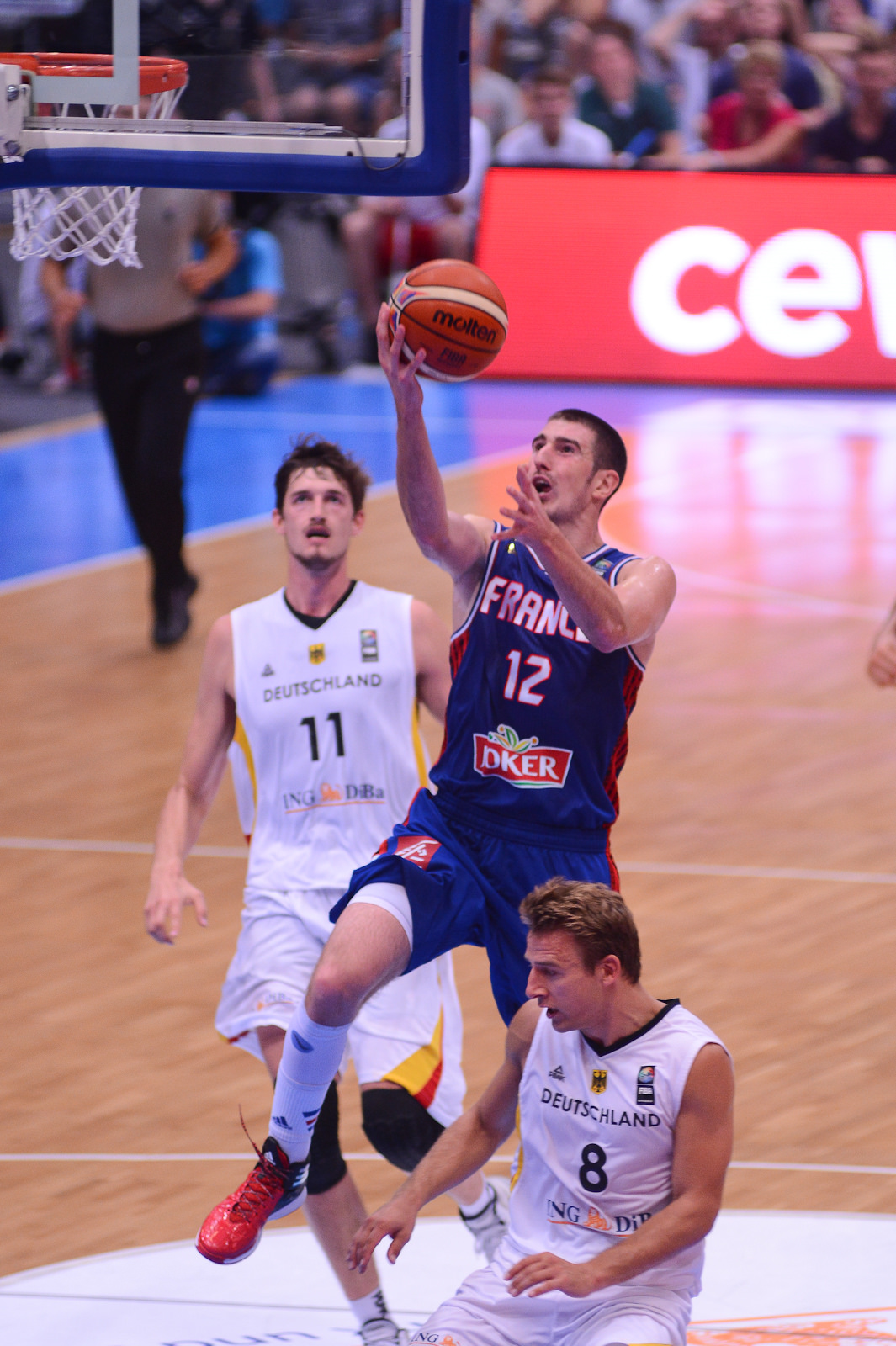
Nando de Colo
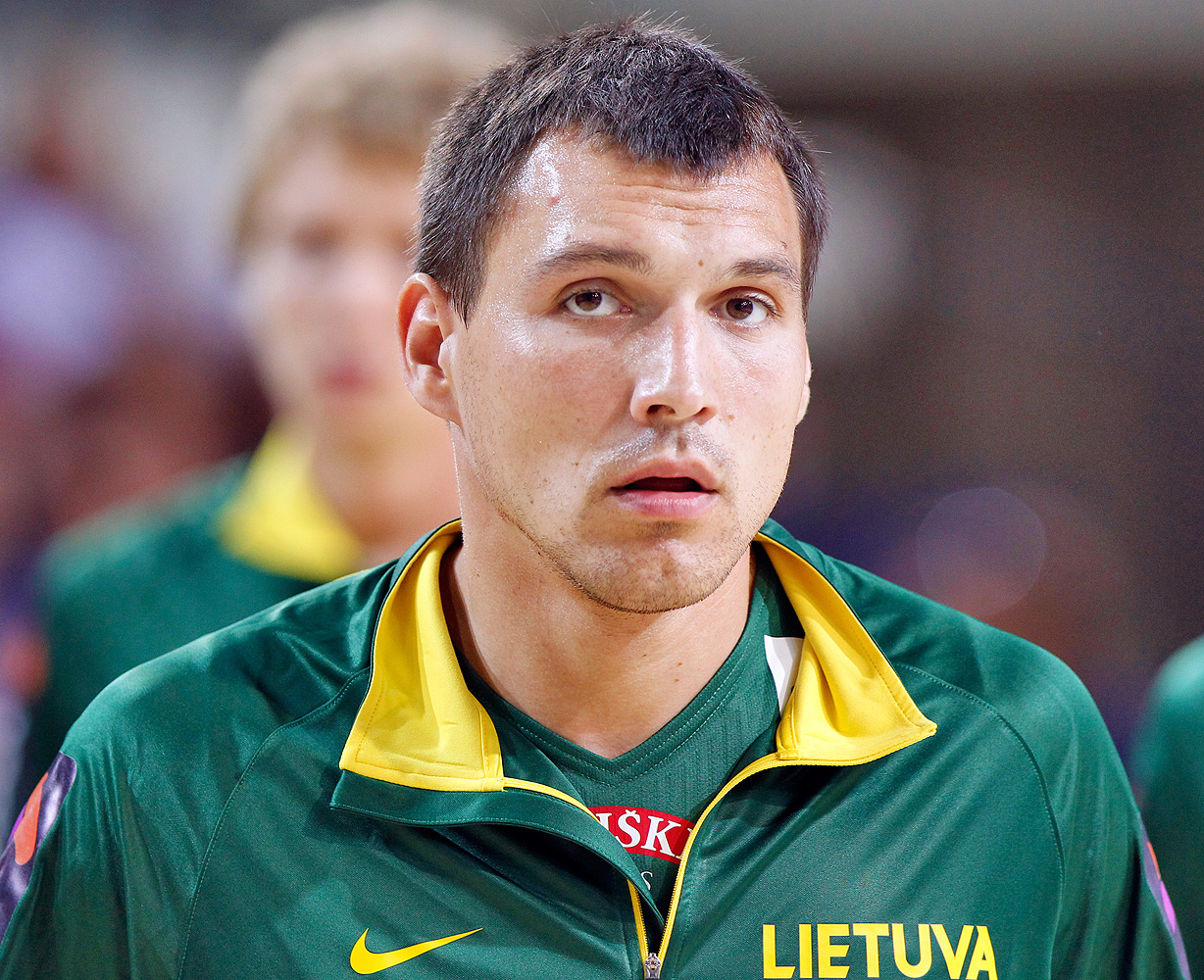
Jonas Mačiulis
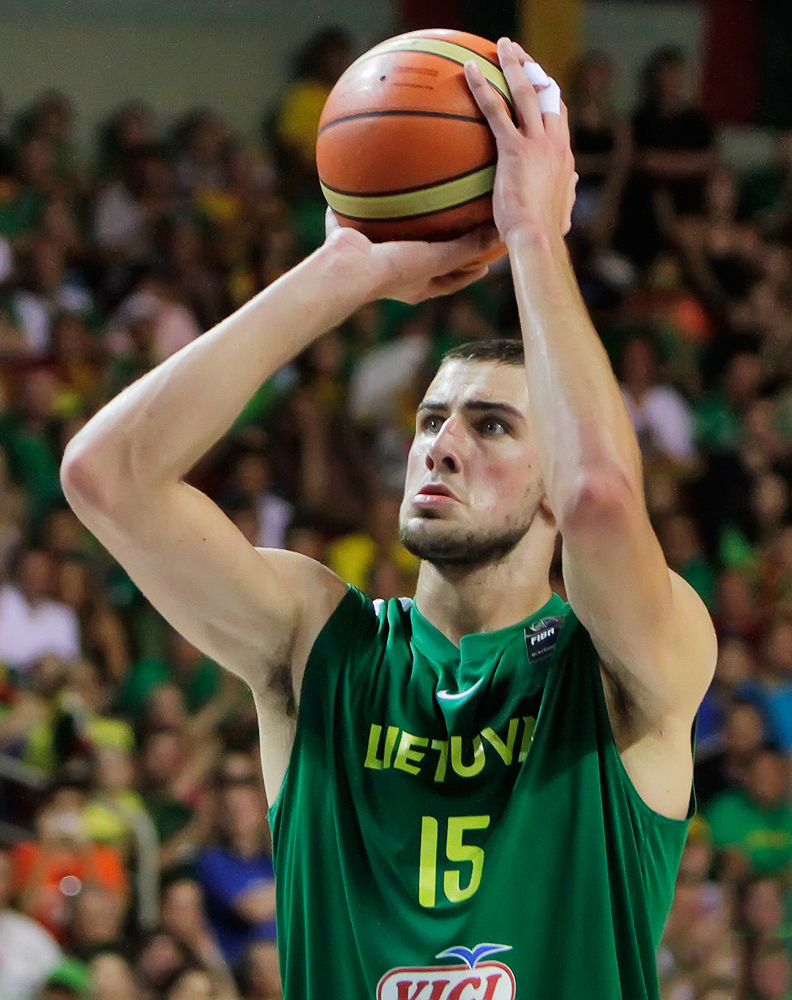
Jonas Valanciunas
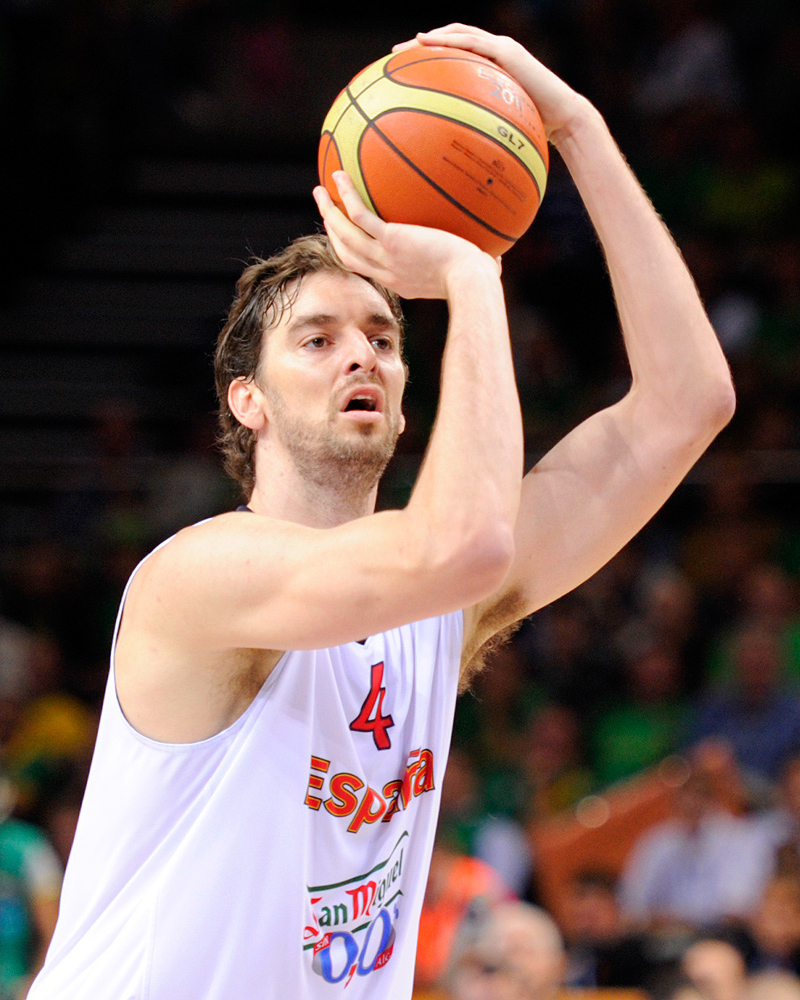
Pau Gasol

### Meilleurs joueurs par journée
| Date                                 | Poste | Joueur                  | Sélection              | Statistiques | Statistiques | Statistiques | Statistiques | Statistiques |
| Date                                 | Poste | Joueur                  | Sélection              | Pts          | Rbds         | Pds          | Ctrs         | Ints         |
| ------------------------------------ | ----- | ----------------------- | ---------------------- | ------------ | ------------ | ------------ | ------------ | ------------ |
| 5 septembre                          | G     | Nando de Colo           | France                 | 16           | 7            | 6            |              |              |
| 5 septembre                          | F     | Nemanja Bjelica         | Serbie                 | 24           | 10           |              |              |              |
| 5 septembre                          | F     | Danilo Gallinari        | Italie                 | 33           | 5            |              |              |              |
| 5 septembre                          | C     | Andreï Vorontsevitch    | Russie                 | 15           | 13           | 5            |              |              |
| 5 septembre                          | C     | Kyrylo Fesenko          | Ukraine                | 19           | 11           |              |              |              |
| 6 septembre                          | G     | Jaka Klobučar           | Slovénie               | 20           | 4            |              |              |              |
| 6 septembre                          | F     | Klemen Prepelič         | Slovénie (2)           | 25           | 5            | 4            |              |              |
| 6 septembre                          | F     | Erik Murphy             | Finlande               | 24           | 9            |              | 3            |              |
| 6 septembre                          | C     | Jan Veselý              | République tchèque     | 19           | 9            | 3            |              |              |
| 6 septembre                          | C     | Pau Gasol               | Espagne                | 21           | 7            |              | 2            |              |
| 7 septembre Groupes A et D seulement | G     | Tomáš Satoranský        | République tchèque (2) | 22           | 5            | 9            |              |              |
| 7 septembre Groupes A et D seulement | F     | Alex Renfroe            | Bosnie-Herzégovine     | 12           | 8            | 8            |              |              |
| 7 septembre Groupes A et D seulement | F     | Matthew Lojeski         | Belgique               | 22           | 4            | 5            |              |              |
| 7 septembre Groupes A et D seulement | C     | Andreï Vorontsevitch(2) | Russie (2)             | 13           | 11           | 5            |              |              |
| 7 septembre Groupes A et D seulement | C     | Jonas Valančiūnas       | Lituanie               | 25           | 12           |              |              |              |
| 8 septembre Groupes B et C seulement | G     | Worthy de Jong          | Pays-Bas               | 19           | 6            |              |              | 2            |
| 8 septembre Groupes B et C seulement | F     | Marco Belinelli         | Italie (2)             | 27           | 4            | 7            |              |              |
| 8 septembre Groupes B et C seulement | F     | Danilo Gallinari (2)    | Italie (3)             | 29           | 8            | 6            |              |              |
| 8 septembre Groupes B et C seulement | C     | Pau Gasol (2)           | Espagne (2)            | 34           | 10           | 5            |              |              |
| 8 septembre Groupes B et C seulement | C     | Semih Erden             | Turquie                | 16           | 9            |              | 4            |              |
| 9 septembre                          | G     | Miloš Teodosić          | Serbie (2)             | 17           | 3            | 13           |              |              |
| 9 septembre                          | F     | Jaka Blažič             | Slovénie (3)           | 27           | 5            | 2            |              |              |
| 9 septembre                          | F     | Krunoslav Simon         | Croatie                | 18           | 7            | 8            |              |              |
| 9 septembre                          | C     | Danilo Gallinari (3)    | Italie (4)             | 25           | 9            | 2            |              |              |
| 9 septembre                          | C     | Pau Gasol (3)           | Espagne (3)            | 21           | 7            |              | 2            |              |
| 10 septembre                         | G     | Ali Muhammed            | Turquie (2)            | 28           | 12           | 4            |              |              |
| 10 septembre                         | F     | Miloš Teodosić (2)      | Serbie (3)             | 26           |              | 8            |              |              |
| 10 septembre                         | F     | Nemanja Bjelica (2)     | Serbie (4)             | 19           | 8            | 4            |              |              |
| 10 septembre                         | C     | Andrey Zubkov           | Russie (3)             | 17           | 7            | 3            |              |              |
| 10 septembre                         | C     | Pau Gasol (4)           | Espagne (4)            | 18           | 11           | 6            |              |              |

| Date                                       | Poste | Joueur                | Sélection              | Statistiques | Statistiques | Statistiques | Statistiques | Statistiques | Statistiques |
| Date                                       | Poste | Joueur                | Sélection              | Pts          | Rbds         | Pds          | Ctrs         | Ints         | FG           |
| ------------------------------------------ | ----- | --------------------- | ---------------------- | ------------ | ------------ | ------------ | ------------ | ------------ | ------------ |
| 12 septembre 8e de finale haut de tableau  | G     | Jānis Strēlnieks      | Lettonie               | 17           | 6            | 8            |              |              |              |
| 12 septembre 8e de finale haut de tableau  | F     | Nando de Colo (2)     | France (2)             | 15           | 7            | 7            |              |              |              |
| 12 septembre 8e de finale haut de tableau  | F     | Nikola Mirotić        | Espagne (5)            | 15           | 8            |              |              |              |              |
| 12 septembre 8e de finale haut de tableau  | C     | Kaspars Bērziņš       | Lettonie (2)           | 15           | 6            |              | 5            |              |              |
| 12 septembre 8e de finale haut de tableau  | C     | Pau Gasol (5)         | Espagne (6)            | 30           | 7            | 4            |              |              |              |
| 13 septembre 8e de finale bas de tableau   | G     | Sasu Salin            | Finlande (2)           | 26           | 4            | 2            |              |              |              |
| 13 septembre 8e de finale bas de tableau   | F     | Alessandro Gentile    | Italie (5)             | 27           | 5            | 2            |              |              |              |
| 13 septembre 8e de finale bas de tableau   | F     | Jonas Mačiulis        | Lituanie (2)           | 34           | 6            |              |              | 4            |              |
| 13 septembre 8e de finale bas de tableau   | C     | Jan Veselý (2)        | République tchèque (3) | 20           | 13           |              |              | 2            |              |
| 13 septembre 8e de finale bas de tableau   | C     | Miroslav Raduljica    | Serbie (5)             | 27           |              |              |              |              | 11/12        |
| 15 septembre 1/4 de finale haut de tableau | G     | Nick Calathes         | Grèce                  | 14           | 5            | 7            |              |              |              |
| 15 septembre 1/4 de finale haut de tableau | F     | Nando de Colo (3)     | France (3)             | 11           | 7            | 5            |              |              |              |
| 15 septembre 1/4 de finale haut de tableau | F     | Yánnis Antetokoúnmpo  | Grèce (2)              | 12           | 17           |              | 2            |              |              |
| 15 septembre 1/4 de finale haut de tableau | C     | Pau Gasol (6)         | Espagne (7)            | 27           | 9            | 3            |              |              |              |
| 15 septembre 1/4 de finale haut de tableau | C     | Rudy Gobert           | France (4)             | 13           | 6            |              | 3            |              |              |
| 16 septembre 1/4 de finale bas de tableau  | G     | Tomáš Satoranský (2)  | République tchèque (4) | 20           | 4            | 4            |              |              |              |
| 16 septembre 1/4 de finale bas de tableau  | F     | Jonas Mačiulis        | Lituanie (2)           | 19           | 10           | 3            |              |              |              |
| 16 septembre 1/4 de finale bas de tableau  | F     | Jan Veselý (3)        | République tchèque (5) | 23           | 10           |              | 2            |              |              |
| 16 septembre 1/4 de finale bas de tableau  | C     | Zoran Erceg           | Serbie (6)             | 27           | 9            | 3            |              |              |              |
| 16 septembre 1/4 de finale bas de tableau  | C     | Jonas Valančiūnas (2) | Lituanie (3)           | 26           | 15           |              | 3            |              |              |

## Faits marquants

### Records statistiques

#### Meilleurs marqueurs de l'EuroBasket
| Joueur         | Points | Matches disputés |
| -------------- | ------ | ---------------- |
| Tony Parker    | 1104   | 68               |
| Dirk Nowitzki  | 1052   | 49               |
| Pau Gasol      | 1044   | 51               |
| Níkos Gális    | 1030   | 33               |
| Kamil Brabenec | 948    | 62               |

Le 6 septembre, lors du match du premier tour de la poule A entre la France et la Bosnie-Herzégovine, Tony Parker égale le record de points inscrits en championnat d'Europe par le Grec Níkos Gális. Le lendemain, face à la Pologne, il devient officiellement seul détenteur du record (1 044 points marqués), quatorze longueurs devant l'Allemand Dirk Nowitzki, qui dépasse aussi Gális lors de cet Euro.

À l'issue de la compétition, Tony Parker, Dirk Nowitzki et Pau Gasol ont tous trois dépassé Níkos Gális et sont les seuls joueurs en activité présents dans le top 10.

#### Meilleurs passeurs de l'EuroBasket
Le 17 septembre, après la demi-finale entre l'Espagne et la France, Tony Parker devient meilleur passeur de l'histoire de l'EuroBasket, avec 224 assists. Il devance le Lituanien Šarūnas Jasikevičius (219 passes) et le Serbe Miloš Teodosić (174 passes), toujours en activité. Boris Diaw (163 passes) est quatrième.

### Records d'affluence et d'audience

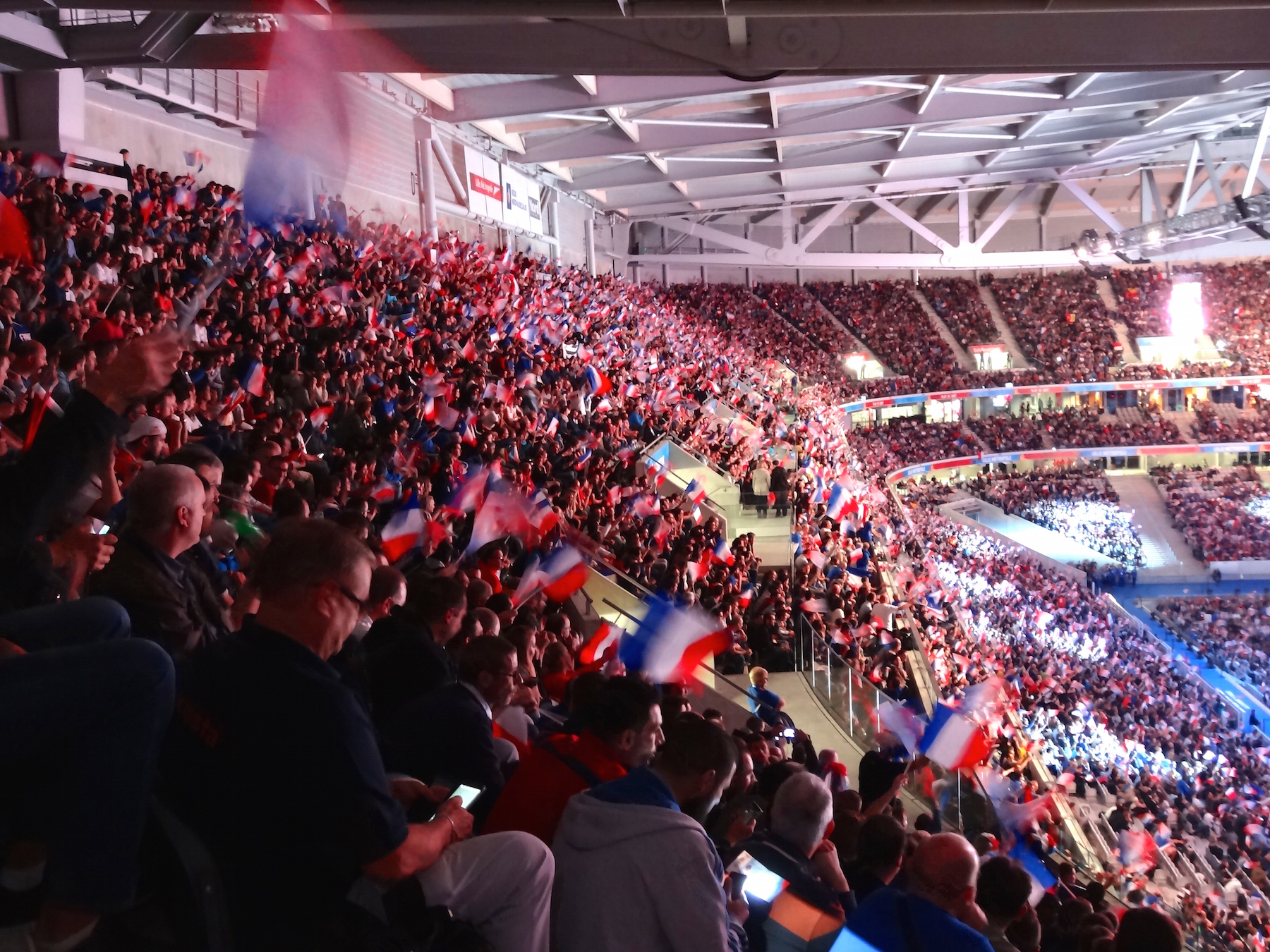
Supporters lors de l'Euro à Lille.

#### Plus forte affluence pour un match de l'EuroBasket
Le précédent record d'affluence pour un match en intérieur du championnat d'Europe (hors clubs) date de 2005, avec les rencontres Grèce contre Allemagne (finale) et France contre Espagne (troisième place), réunissant chacune 18 900 spectateurs. Le record absolu a été réalisé lors d'une rencontre de clubs, avec le quart-de-finale de l'EuroCoupe 2013-2014 (deuxième division continentale), le 26 mars 2014, entre l'Étoile rouge de Belgrade et le Boudivelnyk Kiev, avec 24 232 spectateurs. Le deuxième huitième de finale de l'Euro 2015, le 12 septembre, entre l'Espagne et la Pologne, élève la marque à 21 302 personnes. Le match suivant, qui oppose la France à la Turquie, regroupe 26 135 spectateurs.
Pour la deuxième fois en sept jours, le record est battu durant la compétition. Le match entre l'Espagne et la France, première demi-finale de l'Euro 2015, s'est joué devant 26 922 personnes, puis est de nouveau amélioré pour la finale Espagne-Lituanie avec 27 372 personnes au Stade Pierre-Mauroy de Lille.

#### Plus forte affluence pour un EuroBasket
Le record d'affluence totale d'un championnat d'Europe est battu dès la phase de poule, avec 410 000 spectateurs sur les quatre sites (contre 328 000 pour l'ensemble de la compétition en 2013 et 357 000 en 2011). Le nombre de spectateurs de l'EuroBasket 2015 atteint le nombre de 560 000 en ajoutant les rencontres des huitièmes de finale.
Finalement, la compétition a attiré 711 000 spectateurs dans les cinq salles, dont 300 000 uniquement en France et 150 000 pour les matchs de l'équipe de France. Le taux de remplissage à Montpellier et Lille des matchs hors sélection nationale française s'élève à 70%.

#### Plus forte audience pour un match à la télévision
Le diffuseur pour la France Canal+ Sport, qui a créé spécialement pour l'occasion la chaîne Basket+ afin de couvrir un maximum de rencontres, a enregistré durant le match entre la France et la Turquie en huitième un total de 700 000 téléspectateurs, contre 680 000 pour la finale France/Lituanie de l'Euro 2013. Ces chiffres sont dépassés par le quart de finale France-Lettonie avec 840 000 téléspectateurs avec un pic à 1,1 million en fin de match. Les diffuseurs officiels espagnols, italiens, grecs et serbes enregistrent de pareils records.
Le nombre de téléspectateurs lors de la demi-finale entre la France et l'Espagne, cumulé sur Canal+ Sport et France 3, s'élève à 4 100 000.

## Impact et retombées

### Promotion
Une offre étudiants est lancée pour la journée du mercredi 16 septembre. Un tarif unique à 45 € en catégorie 2 (au lieu de 100 €) est proposé aux étudiants, leur offrant la possibilité d'assister à deux quarts de finale de l'EuroBasket 2015. Par ailleurs, les détenteurs d’un billet « offre étudiante » bénéficieront également de l’entrée plus une consommation gratuite dans la boîte de nuit lilloise le Network.

### Médias
Un total de 1488 médias ont été accrédités pour la compétition, retransmise dans 160 pays.
| Pays               | Chaine TV                              |
| ------------------ | -------------------------------------- |
| Albanie            | RVSH                                   |
| Albanie            | Digit-Alb                              |
| Allemagne          | Das Erste                              |
| Allemagne          | ZDF                                    |
| Argentine          | DirecTV                                |
| Belgique           | Be TV                                  |
| Belgique           | Telenet                                |
| Bosnie-Herzégovine | RTRS                                   |
| Bosnie-Herzégovine | FTV                                    |
| Brésil             | SporTV                                 |
| Brésil             | ESPN Brasil                            |
| Brésil             | TV Esporte Interativo                  |
| Bulgarie           | Diema Sport                            |
| Chine              | CCTV-5                                 |
| Colombie           | DirecTV                                |
| Croatie            | HRT                                    |
| Chypre             | CYTA                                   |
| Danemark           | Viasat Sport                           |
| Espagne            | Telecinco                              |
| Espagne            | Cuatro                                 |
| Espagne            | Energy                                 |
| Estonie            | Viasat Sport Baltic                    |
| Estonie            | TV6                                    |
| États-Unis         | ESPN3                                  |
| Finlande           | Viasat Sport                           |
| Finlande           | YLE                                    |
| France             | Canal+ Sport / Canal+ Décalé / Basket+ |
| France             | France 3                               |
| Géorgie            | 1TV                                    |
| Grèce              | ANT1                                   |
| Grèce              | OTE                                    |
| Hongrie            | Sport 1                                |
| Inde               | NEO Sports                             |

| Pays               | Chaine TV           |
| ------------------ | ------------------- |
| Israël             | Sport 5             |
| Italie             | Sky Italia          |
| Lettonie           | TV6                 |
| Lettonie           | Viasat Sport Baltic |
| Lituanie           | TV3                 |
| Lituanie           | Viasat Sport Baltic |
| Japon              | Fuji TV             |
| Macédoine          | Sitel               |
| Malaisie           | Astro               |
| Monténégro         | TV Vijesti          |
| Norvège            | Viasat Sport        |
| Pays-Bas           | Sport1              |
| Philippines        | Solar TV            |
| Philippines        | Basketball TV       |
| Pologne            | Polsat              |
| Portugal           | SportTV             |
| Qatar              | Al Jazeera Sports   |
| République tchèque | ČTV                 |
| Royaume-Uni        | BT Sport            |
| Roumanie           | Digi TV             |
| Serbie             | RTS                 |
| Singapour          | StarHub             |
| Slovaquie          | Slovak Sport.TV     |
| Slovénie           | RTV Slovenija       |
| Slovénie           | Šport TV            |
| Suède              | TV10                |
| Suède              | Viasat Sport        |
| Turquie            | NTV Spor            |
| Ukraine            | XSPORT              |

### Retombées économiques
La FFBB annonce avoir réalisé un bénéfice de 500 000 €, sur un total de 17 millions d'euros d'investissements, en grande partie grâce aux revenus de la billetterie (reversés à hauteur de 75% à la fédération par la FIBA).